# ЭП «Турист»
Электропоезда ЭП «Турист» — советские узкоколейные контактно-аккумуляторные электропоезда постоянного тока, выпущенные в 1975 году Рижским вагоностроительным заводом в количестве двух единиц для Новоафонской пещерной железной дороги по проекту НИИ «Гипроуглемаш» Министерства угольной промышленности СССР. Находились в регулярной эксплуатации до 2014 года, в настоящее время не работают.

## Конструкция
Электропоезд базовой составности формируется из 6 вагонов: 1 моторного головного (ЭПм), 4 прицепных промежуточных (ЭПп) и 1 прицепного головного (ЭПг). Каждый из вагонов поезда опирается на две колёсные пары, расположенные в одной раме. Колёсные оси моторного вагона снабжены двумя тяговыми электродвигателями, по одному на ось.
Кузова вагонов металлические, по бокам имеют двойной уклон с углом в средней части по высоте по аналогии с кузовами вагонов метро типа И. Питание моторного вагона электропоезда осуществляется от контактного рельса, асимметрично проложенного в колее между ходовыми рельсами. Напряжение контактного рельса — 300 В постоянного тока. Места, где контактный рельс отсутствует, поезд проезжает на аккумуляторах. Максимальная скорость электропоезда — 30 км/ч.
Моторный вагон представляет собой электровоз с одноместной кабиной управления и машинным отделением, в котором расположены аккумуляторы. Двери в кабину одностворчатые, расположены с обеих сторон вагона. Прицепные вагоны имеют двухстворчатые ручные двери, расположенные по обеим сторонам в середине вагона. Общая вместимость электропоезда составляет 90 сидячих мест. Промежуточные прицепные вагоны имеют салон на 20 сидячих мест, головной — салон на 10 сидячих мест и кабину управления, отделённую от салона перегородкой с дверью. Дверь в кабину оборудована стеклом, через которое имеется возможность обозревать путь через кабину.
Кабины машиниста оригинальных электропоездов имели наклонную форму с расположенными в нижней части буферными фонарями. В 2004—2005 годах первый, а в 2008—2009 — второй электропоезда прошли капитальный ремонт и модернизацию на московском заводе «СВАРЗ» совместно с Московским трамвайно-ремонтным заводом, в ходе которой были полностью заменены кабины управления и электрооборудование вагонов. Новая кабина имеет менее наклонную лобовую часть с меньшим стеклом и более крупными фарами, а также дополнительные одностворчатые двери по бокам, расположенные непосредственно перед торцом кабины.
Управление поездом осуществляется с помощью трамвайного контроллера и трамвайного крана машиниста. При прохождении модернизации на «СВАРЗе» на состав установлена тиристорно-импульсная система управления на IGBT-транзисторах, в результате чего ход поезда при включенной тяге сопровождает характерный писк. Часть органов управления в кабине прицепного вагона в ходе модернизации была убрана, в результате чего управлять движением поезда стало возможно только из моторного вагона.
Пассажирские салоны имеют мягкие пятиместные сиденья, расположенные спинками к боковым окнам. В головном вагоне пассажирский салон укорочен, из него имеется возможность обозревать путь через стекло кабины машиниста. Двери состоят из створок и открываются вручную. Изначально в пассажирских салонах поездов были установлены двери, открывающиеся вовнутрь и отделённые от сидений небольшими перегородками, сплошные мягкие диваны и большие светильники, аналогичные устанавливаемым в салонах электропоездов Рижского завода широкой колеи. После модернизации на «СВАРЗе» в пассажирских салонах были установлены раздвижные двери и убраны внутрисалонные перегородки, заменена обшивка стен, сплошная обшивка сидений заменена на раздельную, светильники заменены на меньшие по размерам.

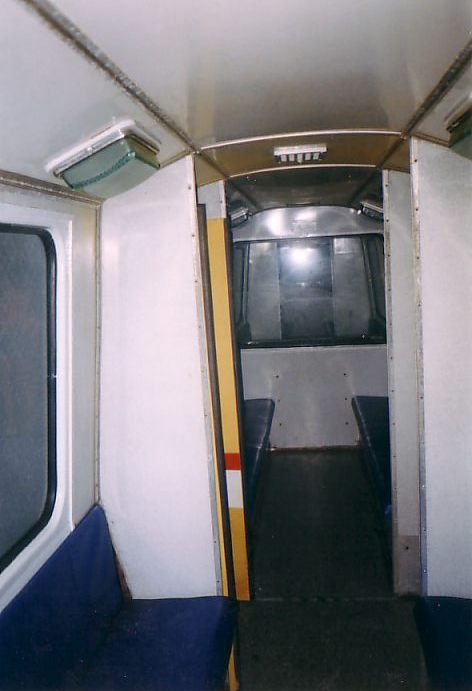
Интерьер салона промежуточного вагона, 2003 год
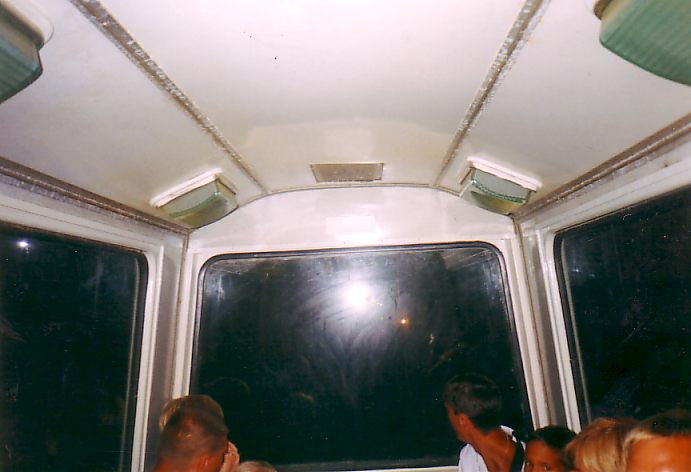
Интерьер салона промежуточного вагона, 2003 год. На фото вагон используется вместо головного
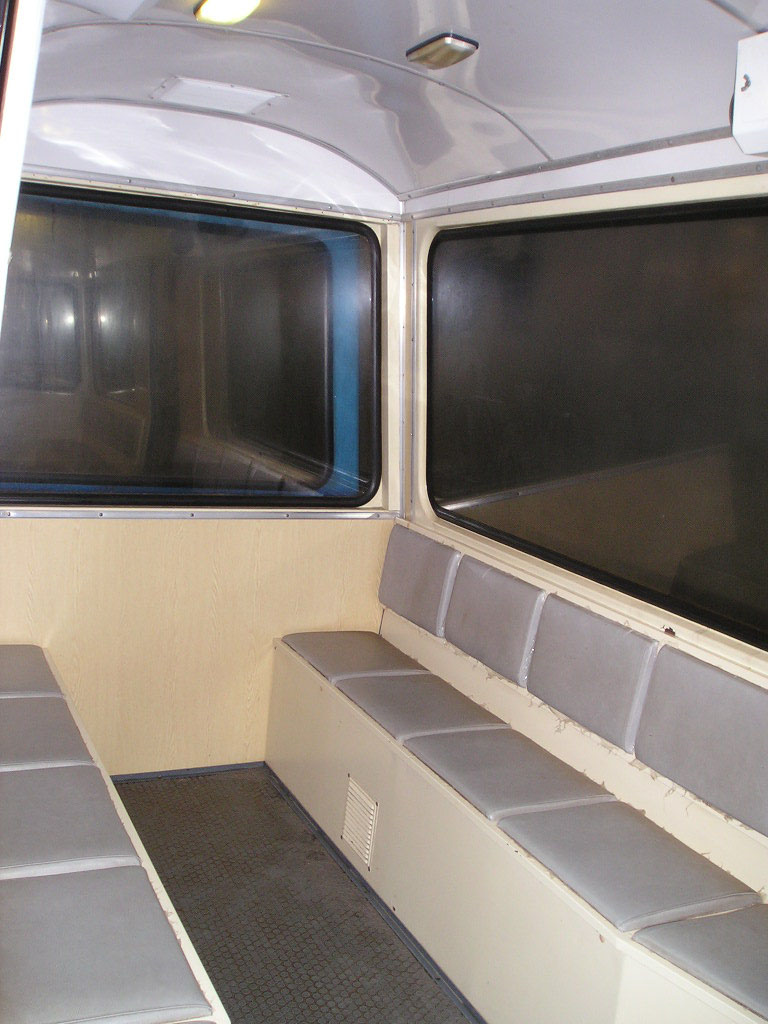
Интерьер салона после модернизации, 2006 год
Кабина головного прицепного вагона, 2008 год

## Эксплуатация

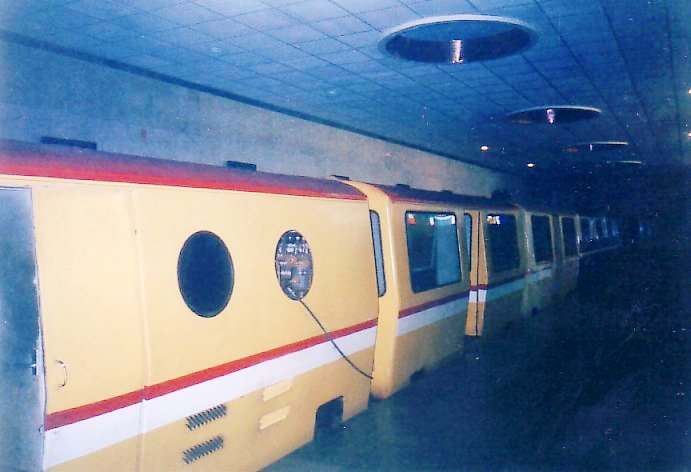
Электропоезд ЭП-002 на станции Входные Ворота, год. Вид со стороны моторного вагона

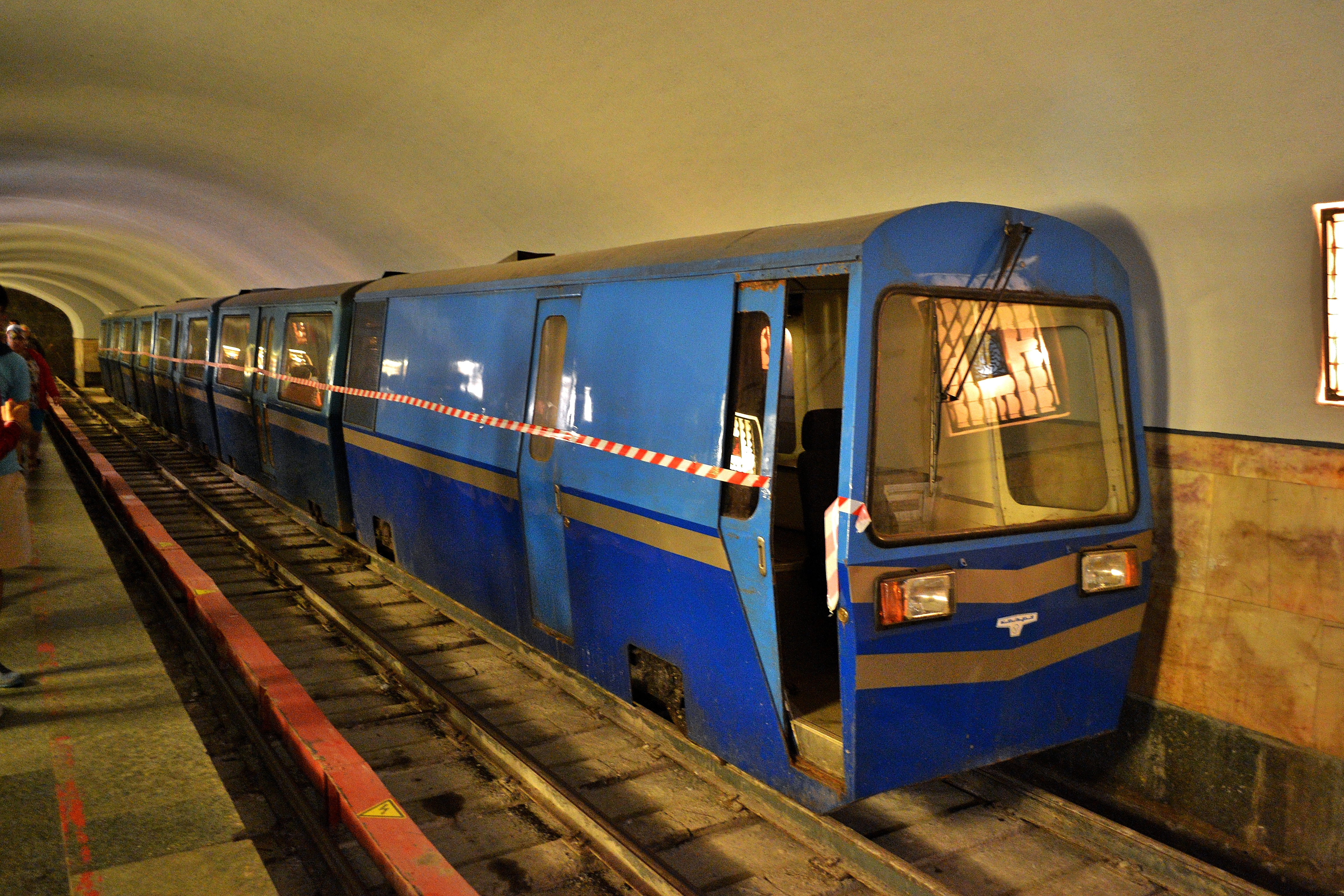
Электропоезд ЭП-002 на запасном пути станции Зал Апсны

Электропоезда эксплуатировались в Новоафонской пещере с 1975 по 2014 год. До середины 1980-х годов на линии наряду с электропоездами ЭП также работал поезд, изначально эксплуатировавшийся на дороге с момента открытия и состоявший из переоборудованных шахтёрских вагонеток и шахтного электровоза К-10, впоследствии он отстранён от работы. Одновременно на линии работал только один поезд, а другой находился на отстое и техобслуживании. Оба электропоезда изначально имели заводскую жёлтую окраску с белыми и красными полосами и красной крышей. Впоследствии к началу 2000-х годов первый электропоезд был перекрашен в сине-белые цвета.
Составы отправлялись от начальной станции «Входные ворота» прицепным головным вагоном вперёд, моторный вагон замыкал состав. В обратную сторону состав отходил от конечной станции в пещере моторным вагоном вперёд. Первоначально машинисты управляли поездами из кабины, ориентированной по направлению движения, однако впоследствии управление стало осуществляться только из кабины моторного вагона, таким образом при движении от начальной станции машинист управлял поездом «вслепую». При этом кабина головного прицепного вагона была открыта, что позволяло пассажирам находиться в ней и обозревать путь. Периодически электропоезда эксплуатировались без головного прицепного вагона, в этом случае вместо него использовался промежуточный вагон от другого электропоезда, находившегося в резерве, а вместимость поезда возрастала до 100 сидячих мест.
В 2004 году первый из электропоездов был отправлен на капитальный ремонт и модернизацию в Москву на завод СВАРЗ, в ходе которой были заменены кабины машиниста, двери вагонов, электрооборудование и отделка салонов, а электропоезд окрашен в сине голубые-цвета, после чего вернулся в эксплуатацию в 2005 году После этого второй электропоезд был отставлен от работы, впоследствии в 2008 году он также подвергся аналогичной модернизации в Москве, после которой вновь стал эксплуатироваться на линии с 2009 года.
После модернизации оба электропоезда были перекрашены в сине-голубую цветовую схему с белыми полосами. Окраска вагонов первого и второго электропоездов имеет отличия — головные вагоны первого электропоезда имеют логотип Мосгортранса между белыми закруглёнными полосами на торце и белые наклонные полосы по бокам вагонов, сбоку вагонов имеется горизонтальная полоса белого цвета; у второго электропоезда на торцах головных вагонов находится логотип СВАРЗ и нижняя полоса расположена выше, наклонные полосы по бокам вагона отсутствуют, горизонтальная линия по бокам вагонов жёлтая.
В период 2010-х годов поезда эксплуатировались поочерёдно, зачастую с использованием заимствованных вагонов. В периоды прохождения обслуживания моторного вагона вместо него использовался аккумуляторный шахтный электровоз АРП8.
После поступления в эксплуатацию нового электропоезда Эп-563 электропоезда ЭП были отставлены от работы. По состоянию на 2014 год второй состав за исключением головного прицепного вагона находится на втором пути конечной станции Зал Апсны, другой головной вагон и первый электропоезд — в депо и на путях перед начальной станцией Входные Ворота.